# Voo Aeroflot 964
O voo Aeroflot 964 foi um voo operado pela Aeroflot do Aeroporto de Kutaisi, Geórgia, ao Aeroporto Domodedovo, Moscou, Rússia. Em 13 de outubro de 1973, um Tupolev Tu-104 que operava a rota caiu durante sua aproximação a Moscou, matando todos os 122 passageiros e tripulantes a bordo. Este foi o acidente mais mortal envolvendo um Tupolev Tu-104.

## Acidente
Durante a aproximação à noite e com pouca visibilidade o fornecimento de energia da bússola e do horizonte artificial falhou. Os tripulantes perderam a orientação espacial, entraram em um giro para a esquerda e caíram em um campo a 16 km (9,94 mi) ao noroeste do Aeroporto Domodedovo. Todos os 114 passageiros, incluindo oito ilegais, e oito tripulantes morreram.